# Ocotea jorge-escobarii
Ocotea jorge-escobarii là một loài thực vật thuộc họ Lauraceae. Loài này có ở Honduras và Nicaragua.